# بار-ابنهاوزن
بار-ابنهاوزن (به آلمانی: Baar-Ebenhausen) یک شهر در آلمان است که در بایرن واقع شده‌است.

## خصوصیات
بار-ابنهاوزن ۱۴٫۸۰ کیلومترمربع مساحت دارد و ۳۷۴ متر بالاتر از سطح دریا واقع شده‌است.